# Pikiittit
Pikiittit [piˈkiːtːit] (nach alter Rechtschreibung Pikîgtit; Kitaamiusut Pikiullit) ist eine wüst gefallene grönländische Siedlung im Distrikt Ammassalik in der Kommuneqarfik Sermersooq.

## Lage
Pikiittit liegt an einer schmalen Landspitze im nördlichen Teil des Gebiets um den Ikeq (Køge Bugt).

## Geschichte
Pikiittit wurde 1961 besiedelt. Die Bewohner stammten aus den Siedlungen von Skjoldungen und waren um 1960 nach Norden gezogen, wo sie auch Umiivik besiedelten. Im ersten Jahr lebten 16 Personen an dem Wohnplatz. Die Zahl stieg anschließend auf maximal 32 Personen im Jahr 1966 an. 1971 wurden Pikittit und Umiivik wieder aufgegeben, während Skjoldungen bereits seit 1964 verlassen war.